# Будистки феминизъм
Будистки феминизъм е движение, което търси да подобри религиозния, правен и социален статус на жените в рамките на Будизма. Будисткият феминизъм е специфична част на феминистката теология, изследваща жените в рамките на Будизма . Този тип феминизъм търси да подобри ситуацията по отношение на равенството в правата на мъжете и жените в морален, социален, духовен и т.н. аспекти.
Конкретни теми могат да бъдат статус и място на жените в будисткото духовенство, като монахините и общностите на монахини в Будизма, както и тяхното неравно третиране в някои области в Азия .

## Виж още
- Дакини
- Тара
- Авалокитешвара